# Gooホーム
gooホーム（グーホーム）は、かつてあったインターネット上の総合ポータルサイトgooが提供するSNSである。

## 概要
2007年10月にサービスが開始された。参加には無料で取得が可能なgooのIDが必要である。自分のプロフィールは勿論、他のユーザとの交流を深める「友達」機能や「コミュニティ」、「メッセージ」のやりとりなどのサービスがある。また、ブックマークを共有したり、写真を投稿したりすることも出来る。
また、gooあしおと、gooブックマーク、gooからだログ、gooひとこと等のサービスとも連携している。
2007年11月28日～2008年3月31日の期間中、SNSへの登録者が30人増えるごとに沖縄の海中にサンゴを1株ずつ植えていく「gooホーム PROJECT」が行われていた。
2012年1月31日をもってすべてのgooホームサービスを終了した。